# Kids' Choice Awards Argentina 2016
La 6ª edizione dei Kids' Choice Awards Argentina si è tenuta il 13 ottobre 2016. La cerimonia è stata presentata dagli attori Victorio D'Alessandro e Franco Masini dal Teatro Coliseo di Buenos Aires ed è stata trasmessa in differita il 15 ottobre su Nickelodeon Latinoamérica.
La premiazione ha visto l'ebizione di artisti musicali, quali: Rombai con i brani "Locuras contigo" e "Yo te propongo", Joey Montana con "Hola" e "Picky", Márama con "Nena", "Loquita" e "Lo intentamos", Axel con "Somos uno", Franco Masini e Gastón Vietto con la versione acustica del brano "Love Yourself". Al cantante Axel è stato conferito il premio speciale "Pro-social" per la carriera.

## Premi e candidature
I vincitori sono indicati in grassetto, a seguire gli altri candidati.

### Televisione

#### Miglior attore (Mejor actor)
- Ruggero Pasquarelli - Soy Luna
- Michael Ronda - Soy Luna
- Martin Barba - Io sono Franky
- Eduardo Pérez - Io sono Franky

#### Migliore attrice (Mejor actriz)
- Karol Sevilla - Soy Luna
- Katja Martínez - Soy Luna
- María Gabriela de Faría - Io sono Franky
- Agustina Cherri - Los ricos no piden permiso

#### Programma o serie preferita (Programa o Serie Favorita)
- Soy Luna
- Io sono Franky
- Educando a Nina
- UPlay, ya nada será igual

#### Antagonista preferito (Villano favorito)
- Valentina Zenere - Soy Luna
- Danielle Arciniegas -  Io sono Franky
- Noralih Gago - Educando a Nina
- Valentín Villafañe - Jungle Nest

#### Miglior serie animata (Mejor serie animada)
- Gravity Falls
- Spongebob
- Regular Show
- Alvinnn!!! e i Chipmunks

#### Reality show preferito (Reality o concurso favorito)
- Como anillo al dedo
- Combate
- MasterChef Junior
- Canta si puedes

#### Programma preferito della televisione internazionale (Programa favorito de TV Internacional)
- Liv & Maddie
- Il boss delle torte
- Bella e i Bulldogs
- I Thunderman

### Cinema

#### Film preferito del cinema (Película favorita de cine)
- Alla ricerca di Dory
- L'era glaciale - In rotta di collisione
- Captain America: Civil War
- Zootropolis

### Musica

#### Cantante o gruppo latino preferito (Cantante o grupo latino favorito)
- Lali Espósito
- Airbag
- Axel
- Luciano Pereyra

#### Canzone preferita (Canción favorita)
- Soy - Lali Espósito
- Ginza - J Balvin
- El Perdedor - Maluma
- Nena - Márama

#### Artista o gruppo internazionale preferito (Artista o grupo Internacional favorito)
- One Direction
- 5 Seconds of Summer
- Ariana Grande
- Justin Bieber

### Sport

#### Sportivo dell'anno (Deportista del año)
- Juan Martín del Potro
- Jonathan Calleri
- Paula Pareto
- Delfina Merino

### Social

#### Youtuber preferito (Youtuber Favorito)
- Julián Serrano
- Daiana Hernández
- Micaela Suárez
- Lucas Castel

#### Momento virale (Momento Viral)
- Ruggelaria - Mejor Amigo vs. Novio
- Coreografia da parte dei Los Pumas 7s del brano Picky Picky di Joey Montana
- Calci di rigore di Higuaín alla Copa América
- Comiendo Choclo

#### Rivelazione digitale (Revelación Digital)
- Sofía "Sofi" Morandi'
- Gregorio "Grego" Rossello
- Belén "Belu" Lucius
- Alejo Igoa

### Moda

#### Chico Trendy
- Agustín Bernasconi
- Lionel Ferro
- Agustín Casanova
- Pablo Rodríguez

#### Chica Trendy
- Natalie Pérez
- Florencia Vigna
- Lali Espósito
- Oriana Sabatini

### Radio

#### Programma radiofonico preferito (Programa de Radio Favorito)
- Morning Time
- El Despertador
- La Ley de Marley
- Lalo por hecho